# マルセロ・クラウレ
ラウール・マルセロ・クラウレ・ベドーヤ（Raul Marcelo Claure Bedoya、1970年12月9日 - ）はアメリカ合衆国の実業家。

## 経歴
1970年12月9日に、国連に勤めるボリビア人ルネ・マルセロ・クラウレの長男として赴任先のグアテマラで産まれ、幼少期はモロッコ、ドミニカ共和国で過ごし、高校時代はボリビアのラパスで過ごす。
1989年に進学のために渡米し、当初はローウェル大学に進学するがベントレー大学へ転学して1993年に卒業した。学生時代に航空会社のマイレージを転売するベンチャーを立ち上げ、飛行機内でボリビアサッカー連盟副会長の知己を得ると、卒業後にラパスへ戻り、ボリビア代表チームが1994 FIFAワールドカップ出場時にビジネスマネージャーとして務めた時期がある。
1995年に再度渡米してボストンで業績不振の携帯電話小売店を引き継ぎ、携帯電話を車で届けるサービスで成功した。1997年9月23日にパートナーのデイブ・ピーターソンと共にマイアミでブライトスター社を立ち上げて中古携帯電話の再販で成功し、2014年8月までCEOを務める。2013年10月にソフトバンクへブライトスターを売却し、2014年8月11日からスプリント社のCEOに就任した。2018年5月にソフトバンクグループCOO、2019年2月にソフトバンク・イノベーション・ファンドCEO、2019年10月にWeWork会長、それぞれに就いた。2022年1月28日にソフトバンクグループ株式会社を退社した。

## サッカーとの関わり
ボリビアサッカー連盟でかつては代表チームのビジネスマネージャーを務め、現在はFIFAフェアプレー＆社会責任委員を務めるなどサッカーの造詣が深い。2008年にFCバルセロナと提携してマイアミでMLSに参入を試みるが拡張入札は不調に終わりボリビアのクラブ・ボリバルのオーナーとなる。デビッド・ベッカムや孫正義らとともにインテル・マイアミCFの共同オーナーの1人として名を連ねている。他にSimon Fuller、Tim Leiweke）。

## OLPC
ニコラス・ネグロポンテと共にNPOOLPCを立ち上げている1人である。この活動は廉価PCを開発・普及させ発展途上国の子供1人1台ラップトップを普及させ教育に活用することを目的としている。